# إميل ليجراند
إميل ليجراند (بالفرنسية: Émile Legrand) (و. 1897  م) هو رياضي، ومتزلج جماعي فرنسي، شارك في الألعاب الأولمبية الشتوية 1924.

## روابط خارجية
- إميل ليجراند على موقع أوليمبيديا (الإنجليزية)